# Erythrogonia quissota
Erythrogonia quissota är en insektsart som beskrevs av Medler 1963. Erythrogonia quissota ingår i släktet Erythrogonia och familjen dvärgstritar. Inga underarter finns listade i Catalogue of Life.